# Neoconocephalus monoceros
Neoconocephalus monoceros är en insektsart som först beskrevs av Stoll, C. 1813.  Neoconocephalus monoceros ingår i släktet Neoconocephalus och familjen vårtbitare. Inga underarter finns listade i Catalogue of Life.